# Wierzbicki Potok

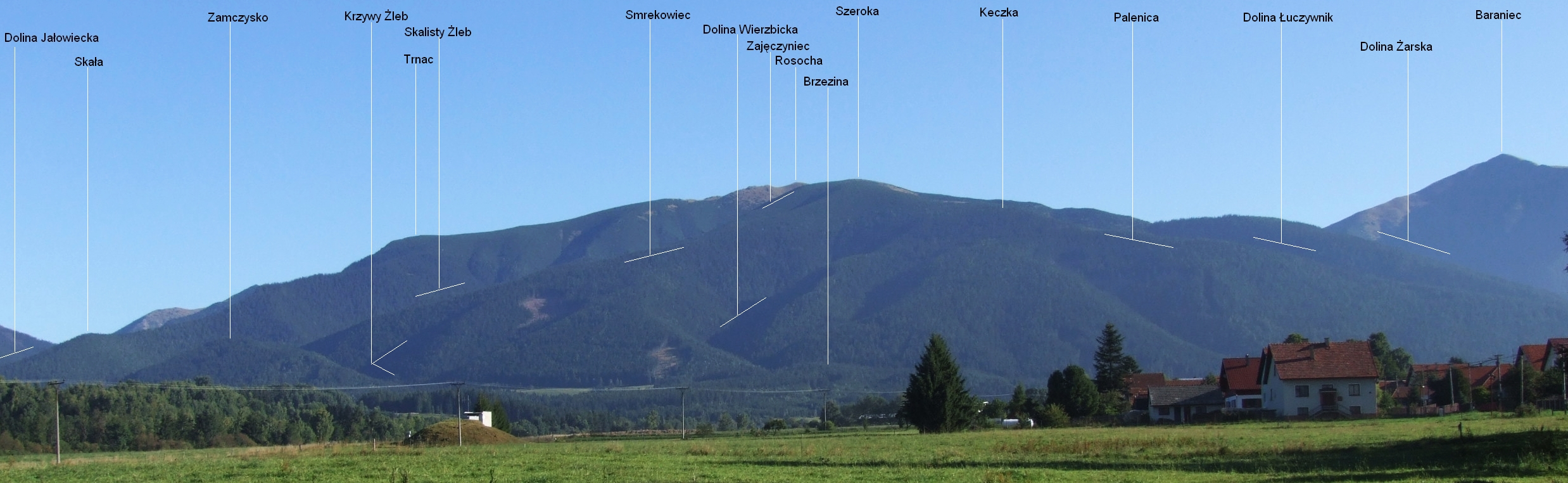
Widok z Żaru na dolinę Wierzbickiego Potoku

Wierzbicki Potok (słow. Vrbička) – potok na Słowacji, prawy dopływ Smreczanki. Ma źródła na wysokości około 1420 m w Dolinie Wierzbickiej w Tatrach Zachodnich. Spływa zalesionym dnem tej doliny w południowo-zachodnim kierunku i wypływa na dużą łąkę na Kotlinie Liptowskiej w miejscowości Żar. Opływa po zachodniej stronie wzniesienie Brzezina i w Żarze, w miejscu o współrzędnych 49°17′43″N 19°51′10″E/49,295278 19,852778 uchodzi do Smreczanki. Przyjmuje dwa dopływy: prawobrzeżny Krzywy Potok spływający z Tatr Krzywym Żlebem i lewobrzeżny potok bez nazwy wypływający u podnóża Tatr. Wierzbicki Potok przekracza szlak turystyczny zwany Drogą nad Łąkami – odcinek Magistrali Tatrzańskiej wiodący podnóżem Tatr Zachodnich od Doliny Jałowieckiej do Doliny Żarskiej.

## Szlaki turystyczne
Droga nad Łąkami (fragment): rozdroże pod Tokarnią – Przesieka – Dolina Żarska: 1:40 h, ↓ 1:30 h